# Aglais tripuncta
Aglais tripuncta är en fjärilsart som beskrevs av Raynor 1909. Aglais tripuncta ingår i släktet Aglais och familjen praktfjärilar. Inga underarter finns listade i Catalogue of Life.